# Anne-Marie Donslund
 Der er for få eller ingen kildehenvisninger i denne artikel, hvilket er et problem. Du kan hjælpe ved at angive troværdige kilder til de påstande, som fremføres i artiklen.

Anne-Marie Donslund (født 1966 i Ikast) er børne- og ungdomsbogsforfatter. Cand.mag. i Idéhistorie og Æstetik & Kultur og elev fra forfatterskolen for børnelitteratur. Leder Forfatterskolen for Unge på Midt- og Vestsjælland. Kulturkonsulent i Odsherred Kommune.

## Udgivelser
- "Den magiske Bog" 1-6, (Carlsen 2012-14, sammen med Inez Gavilanes)
- "Skate", (Gyldendal 2012-13)
- "De første piger på månen", (Gyldendal 2011, sammen med Kirsten Sonne Harild)
- Hjerte på Græs, (Gyldendal 2010)
- Ærtehalm 1-3, (Gyldendal 2010-14, sammen med Tina Sakura Bestle)
- Er I der? – en facebookroman (Gyldendal 2010 sammen med Alberte Winding, Daniel Zimakoff og Glenn Ringtved)
- Kære Ronja – Isas Stepz (Carlsen 2010)
- Max Pinlig og den store julefred (Carlsen 2010 med Lotte Svendsen og Mette Horn)
- Tigre og Tatoveringer (Carlsen 2010 med Karla von Bengtson)
- Firebanden og mysteriet om hundelorten (Carlsen 2009)
- Bent og den amerikanske truck (Carlsen 2007)
- Sara og rideskolens musical (Carlsen 2005)
- Saras Stil (Carlsen 2003)

Medforfatter til 40-50 letlæsningsbøger til skolebogssystemet Den første Læsning (Alinea 2004-2010)